# Melina Rapimán Risco
Melina Rapimán Risco (Los Andes, 27 de diciembre de 1977) es una artista textil mapuche, diseñadora de vestuario, ilustradora, guionista y feminista. Profesora de la carrera de Diseño de Vestuario y creadora de una marca de accesorios  que lleva su nombre.

## Biografía
De padre mapuche y madre afrodescendiente, mantuvo siempre una relación entre el norte, el centro y el sur del país, que la llevó además a pensar de manera constante sobre el fenómeno de la migración y el ser migrante. Estudió en el Liceo N.º 7 de Niñas de Providencia. Al egresar cursó Turismo y Licenciatura en Historia. Finalmente, ingresó a la carrera de Diseño de Vestuario. Reconocida como diseñadora, artista, artesana y bordadora ha desplegado a lo largo de su carrera una investigación experimental sobre las fibras y la materialidad. Su vínculo con el arte textil mapuche le ha permitido situarse de manera más amplia ante las categorías que generalmente se establecen entre el arte, la artesanía y el diseño, entre el cuerpo y la mente, conectando su trabajo con lo onírico, la identidad indígena como expresión política y la reividicación del pueblo mapuche. Una persona fundamental en este proceso fue el artista Eduardo Rapimán.
Realizó diversos cursos y workshops de joyería básica, con la diseñadora y orfebre Atis Sáez; de diseño de vestuario experimental, de Substraction Cutting, con el diseñador británico Julián Roberts; de cómics en Ball State University; ilustración con el dibujante Cristián Gutiérrez; y de historietas con la artista Marcela Trujillo, entre otros.
Ha sido docente en el Instituto Profesional AIEP para la carrera de Diseño de Vestuario y ha realizado diversas residencias artísticas, llevando a cabo talleres de bordado y arte textil en diferentes instancias, como el Taller de Bordado en el Encuentro de Diseño y Tecnología, Vestibles, 2015.
Su trabajo ha conseguido una serie de reconocimientos, de distinto tipo. En 2014, se utilizó un diseño que realizó en bordado sobre la detención del colectivo ruso feminista Pussy Riot en la serie de televisión Orphan Black de la BBC, siendo contactada por la actriz irlandesa Maria Doyle Kennedy. Asimismo, fue invitada a la mesa redonda “Narrar la violencia”, en la Feria Internacional del Libro de Buenos Aires, en 2014. Formó parte de la comisión que representa a Chile en el World Indigenous Business Forum (Saskatoon, Canadá), 2016. Su proyecto “Accesorios Contemporáneos con Gráfica Mapuche” fue seleccionado para Sexta Bienal de Diseño de Santiago desarrollada en el Centro Cultural Estación Mapocho, 2017.
Junto al colectivo LanaAttack, participó en el montaje y confección de textiles para el videoclip Mi mamá me lo teje todo de 31 minutos (Aplaplac) y en las intervenciones textiles en Lolapallooza, 2013, y en "100 en 1 Día", con El Mundo Cuático de Lupe en el frontis del Museo Nacional de Bellas Artes (2013).
Ha colaborado en diversos proyectos artísticos, como en la obra “Todo se limita al deseo de vivir eternamente” (2014), en la cual fue asistente de vestuario, y en proyectos feministas como el Periódico Digital "La Mansa Guman".

## Exposiciones
- Muestra colectiva “Caminando entre el Cielo y la Tierra”, organizada por el Consejo de la Cultura y las Artes en Centro Cultural Gabriela Mistral, 2016.[8]
- Muestra colectiva “Entre hebras y puntadas. Exposición de Arte Textil Contemporáneo”, Fundación Cultural de Providencia, 2016
- Muestra Individual “Mundos” joyería y objetos textiles, Centro Cultural Radicales, Santiago, 2016.
- Muestra colectiva “FICWALLMAPU Arte Actual, por el derecho a la comunicación” dentro del Festival de Cine Indígena FICWALLMAPU, junto a Francisco Huichaqueo, Yessica Huentemán, Viviana Rantul, Demecio Imio y Esteban Sáez,  2015.[9]
- Muestra colectiva Centro Gam “5 años Plop! Galería”, 2015.[10]
- Muestra colectiva “Hilos de Ariadna”, ilustración y telas en Plop! Galería, 2014.[11]
- Expone la obra “Lobo con piel de oveja” en el contexto de la exposición “En torno a Matta-Clarck” en el Museo Nacional de Bellas Artes.
- Muestra individual “Trozos Rasgados”, ilustración y textil en Espacio Libro Amapola, 2013
- Muestra individual de ilustración y textil en Biblioteca Corporación Cultural Puente Alto, 2009.
- Muestra colectiva de historieta en la Sala del Museo de Bellas Artes en Plaza Vespucio, 2008.
- Muestra colectiva de ilustración “El Roto” en el Centro Cultural de España, 2007
- Muestra colectiva de cómic chileno-belga en el Centro Cultural Matucana 100, 2007.
- Expositora en Feria Puro Diseño, Buenos Aires, Argentina, 2016.
- Expositora en Feria de Arte Ch. ACO, en stand Raíz Diseño, 2015.
- Expositora en Semana del Diseño en Almacenes París, invitada por Raíz Diseño, 2015.

## Publicaciones
- “Hambre Prístina”, libro recopilatorio de historietas publicadas en distintos medios entre 2007 y 2013. Ed. Tábula Rasa. Mayo, 2014.
- Revista de historietas Tribuna Femenina Cómix, 2009-2014.[12]
- Publicación experimental “La Más Bella Anda”, España, 2010.[13]
- “El sentido del silencio” en el libro recopilatorio “Monos Serios”, editado por el depto. de Historia y Teoría del Arte de la Universidad de Chile, 2008.[14][15]
- Publicación experimental española, “La Más Bella Chanchonda” junto a otros autores, 2008.[16]
- "Malen Splendor", Revista Colectiva de Gráfica Femenina.[17]
- Guionista en Cazadores del Desierto publicado por la revista Caleuche Comic.